# Daniele Vicorito
Daniele Vicorito (Napoli, 25 aprile 1991) è un attore italiano.

## Biografia
A soli quattordici anni è tra i protagonisti del progetto cinematografico All the Invisible Children, pellicola antologica in cui sette registi di fama internazionale (Mehdi Charef, Emir Kusturica, Spike Lee, Kátia Lund, Jordan Scott, Ridley Scott, Stefano Veneruso e John Woo) raccontano le storie di sette bambini tormentati da un’infanzia complessa. Daniele interpreta Ciro, l’invisibile di Stefano Veneruso, un piccolo, nostalgico sognatore napoletano costretto a vivere di crimine. Nel 2006 compare nel videoclip di Teach me again, successo discografico internazionale di Tina Turner ed Elisa. Nello stesso anno è protagonista di due puntate di Un posto al sole, sitcom di ambientazione napoletana di respiro nazionale. Nel 2007 compare in quattro puntate del poliziesco La Squadra.
A ventun anni il ritorno sul grande schermo, nel film Reality di Matteo Garrone, pellicola premiata col Gran premio della giuria a Cannes 2012. Nel 2015 è Lello in Gomorra 2, fiction targata Sky Atlantic. Nel 2018, dopo un biennio di formazione teatrale (nel 2016 il laboratorio formativo con Davide Iodice, nel 2017 quello con Pierpaolo Sepe), l’esordio da protagonista sul palco con la pièce Forcella strit, diretta da Abel Ferrara. Marco Tullio Giordana lo sceglie per interpretare Salvatore, il protagonista di Due soldati, pellicola prodotta in collaborazione con Rai Fiction che scandaglia tematiche relative alla guerra e alla criminalità.
Sul set della serie di videoclip di Liberato, Capri Rendez-vous, incontra Francesco Lettieri. La sintonia innescatasi tra i due è tale da riproporre il binomio Lettieri-Vicorito anche per la produzione Netflix Ultras, una critica al fenomeno sociale del tifo organizzato in cui Daniele è Gabbiano, esagitato leader della new generation. È attesa per il 2020 l’uscita nelle sale di Magari, pellicola di Ginevra Elkann in cui troviamo Daniele a comporre il cast al fianco di Riccardo Scamarcio e Brett Gelman. Dal 2019 Daniele frequenta il laboratorio teatrale permanente Scuola elementare del teatro, diretto da Davide Iodice.

## Filmografia

### Cinema
- All the Invisible Children, regia di Stefano Veneruso (2005)
- Reality, regia di Matteo Garrone (2012)
- Ultras, regia di Francesco Lettieri (2019)
- Magari, regia di Ginevra Elkann (2019)
- Mixed by Erry, regia di Sydney Sibilia (2023)
- Mimì - Il principe delle tenebre, regia di Brando De Sica (2023)

### Televisione
- Un posto al sole – soap opera (2006)
- La squadra - serie TV (2007)
- Gomorra - La serie – serie televisiva (2016)
- Due soldati, regia di Marco Tullio Giordana – film TV (2018)

### Videoclip
- Teach Me Again di Elisa e Tina Turner (2006)[3]
- Capri Rendez-vous, regia di Francesco Lettieri (2019)[4]

## Teatro
- Forcella strit,  regia di Abel Ferrara (2018)